# Маршичі (Рибниця)
Маршичі (словен. Maršiči) — поселення в общині Рибниця, регіон Південно-Східна Словенія, Словенія.